# 진포 해전
진포 해전(鎭浦海戰)은 고려 말기인 우왕(禑王) 6년(1380년)에 나세(羅世), 심덕부(沈德符), 최무선(崔茂宣) 등이 지휘하는 고려 수군이 대한민국의 충청남도(忠淸南道)와 전라북도(全羅北道) 사이 금강(錦江) 하구인 진포에 상륙한 왜구(倭寇)의 해적선들을 함포 공격으로 불사르고 왜구의 후방 퇴각로를 끊은 전투이다.
최무선이 제조한 화약이 처음으로 쓰인 전투로써 한국사 최초의 해상 화약 무기 사용으로 기록된다(다만 아시아에서 최초의 해상 화약 무기 사용은 최무선보다 200년 전인 1161년 남송의 장수 이보가 금나라 함대를 상대한 당도 전투가 최초이다.)

## 개요
고려 후기인 고종(高宗) 10년(1223년)부터 조선 초기까지 계속된 왜구의 침입은 특히 고려 말 약 40년간은 고려 정부 자체의 존속을 위협할 정도로 규모나 수준에서 성장해 있었다. 이미 공민왕(恭愍王) 때에는 1백 회에 걸쳐 한반도 동해안에서 서남해로, 나아가 내륙으로까지 침입이 번져갔고 고려 조정에서는 해상에서의 보딩(Boarding) 전술과 창칼을 잡고 휘두르는 단병접전에 뛰어난 왜구의 공격에 맞서 제대로 된 대응을 하지 못하고 있었다. 
공민왕 6년(1357년)에 교동(喬桐)을 점령해 조운선을 약탈하고, 다시 강화와 예성강, 한강 하류까지 나타나는 등 개경 부근까지 출몰하는 왜구 앞에 고려 조정은 연안 섬 지역을 거의 포기하다시피 한 상태였고, 공민왕 23년(1374년)에는 합포에서 고려군이 왜구에 크게 패했다. 우왕 때에는 영산강(榮山江)과 낙동강(洛東江) 하구, 경기 근교의 한강 물길까지 왜구 세력권 안에 들어가는 등, 한반도 해안선 전역이 왜구에 거의 포위되어 있다고 해도 좋을 정도였다.
왜구에 맞서기 위해 고려 조정은 수군력을 복구하는데 힘을 기울였다. 왜구가 본격적으로 출몰하던 무렵부터 해안에 50곳의 방호소 또는 영진수소를 두었으며, 공민왕 대에는 바닷가 주민을 분류해 세 명을 한 호로 해서 수군 한 명씩을 내게 하였다. 왜구 선단이 개경을 위협하고 다시 울산, 양산, 밀양 등지를 침략하던 우왕 3년(1377년)에는 해도도통사(海島都統使)로 임명된 최영(崔瑩)이 각 도에서 승려 2천 명과 선장(船匠) 1백 명을 징발해 대대적으로 군선을 건조하였다. 여기에 최무선의 건의를 받아들여 10월에 화통도감(火筒都監)을 설치하고 화약과 각종 대포 및 이를 실을 수 있는 군함의 개량에 나섰다. 특히 최무선의 화포 개발은 고려가 왜구에 맞서 수세에서 공세로 전환할 수 있게 해준 전환점이었다.

## 전개
우왕 6년(1380년) 8월, 왜구들이 탄 배 5백여 척이 고려 서해 양광도(楊廣道)의 진포에 상륙했다. 당시 왜구의 해적선들은 큰 밧줄로 배마다 서로 잡아매고 있었고, 진포로부터 금강을 따라 상륙한 왜구들은 인근 주, 군 고을로 흩어져 들어가 곳곳에 불을 지르고 약탈을 벌였다. 《고려사》(高麗史) 및 《고려사절요》(高麗史節要)는 이때의 모습에 대해 "시체가 산과 들에 덮였고 배로 옮기다 땅에 떨어진 쌀만 한 자나 되었다." 라고 기록하고 있다.
고려 조정은 해도원수(상원수) 나세, 도원수 심덕부, 부원수 최무선에게 군함 1백 척을 주어 왜적을 추포할 것을 명했다. 왜구들의 해적선에 비해 규모는 1/5밖에 되지 않는 고려수군의 군함이었지만, 진포에 도착한 고려군은 왜구가 금강 어귀에 정박시켜 둔 배 5백 척을 당시 최무선이 개발한 화포를 써서 모조리 불태워버렸다. 배를 지키고 있던 왜구들은 거의 불에 타 죽었고, 바다에 뛰어들어 죽은 자들도 많았다고 한다. 《신증동국여지승람》에 실린 정이오의 《화약고기》(火藥庫記)는 이때 고려군이 군함 80척에 화약통과 화포를 배치하고서 진포에서 맞아 공격해, 해적선 30척을 불사르고 괴수 손시랄을 잡아 죽였다고 적고 있다.

## 전투 이후
진포에 정박해 두었던 배가 모조리 불타버리고 공주, 옥주(沃州)까지 달아난 왜구는 이산현과 영동현을 비롯해 한반도 내륙 깊숙이 전라도와 경상도를 돌며 더욱 잔혹하게 약탈을 일삼았다. 《고려사절요》는 이때의 왜구의 준동을 "삼도 바닷가 고을의 땅이 텅 비었다. 왜란이 있고 이같이 참혹했던 적은 또 없었다."라고 기록하고 있다. 김사혁이 공주로 들어간 왜구를 쫓아 4급을 베고, 다시 임천(林川)에서 46급을 베는 전과를 올렸지만, 왜구는 포로로 잡고 있던 고려 백성(대부분 어린 아이)을 남김없이 죽였고, 가까스로 334인만이 살아 도망쳐서 고려군 양광도원수(楊廣道元帥) 김사혁에게 구조되었다. 그러나 내륙을 돌며 약탈을 벌이면서 지리산 근처 운봉(雲峰)까지 집결한 왜구는 병마도원수(兵馬都元帥) 이성계(李成桂) 등이 이끄는 고려군과의 전투에서 수장 아지발도(阿只拔都)가 전사하는 등의 피해를 입고 궤멸되었고(황산대첩), 이후 왜구의 침략은 크게 줄어들었다.
한편 고려군에서 보낸 진무(振武)로부터 진포 해전의 승리 소식을 전해 들은 우왕은 기뻐하며 소식을 가지고 온 진무에게 은 50냥씩을 주었고, 나세 등이 개선하자 잡희를 크게 벌여 맞이하고 나세와 심덕부, 최무선 등에게 금 50냥 씩, 비장 정룡과 윤송, 최칠석 등에게도 은 50냥 씩을 주었다.

## 같이 보기
- 최무선
- 심덕부
- 나세
- 홍산대첩
- 황산대첩
- 관음포 전투
- 대마도 정벌
- 레판토 해전
- 무적함대

## 관련 작품
- KBS 1TV 《HD 역사스페셜》 제43회 '최무선의 진포 대첩은 세계 최초의 함포 해전이었다' - 2006년 4월 24일자 방송.